# Charles A. Sprague
Charles Arthur Sprague (* 12. November 1887 in Lawrence, Kansas; † 13. März 1969 in Salem, Oregon) war ein US-amerikanischer Politiker und von 1939 bis 1943 der 22. Gouverneur des Bundesstaates Oregon.

## Frühe Jahre und Aufstieg in Oregon
Sprague wurde in Kansas geboren und wuchs in Columbus Junction (Iowa) auf, wo er auf die örtlichen Schulen ging. Später besuchte er dann noch das Monmouth College in Illinois. Nebenbei arbeitete er stundenweise für regionale Zeitungen, um seinen Unterhalt finanzieren zu können. Als das Geld trotzdem nicht ausreichte, unterbrach er sein Studium und nahm eine Stelle als Lehrer an einer High School in Iowa an. Danach setzte er sein Studium am Monmouth College fort, wo er eine Studentenzeitung herausgab.
Seit dieser Zeit begeisterte er sich für den Journalismus. Nach dem Ende seines Studiums im Jahr 1910 zog er in den Staat Washington, wo er in Waitsburg Schulrat (Superintendent) wurde. Dieses Amt hatte er von 1910 bis 1913 inne. Zwischen 1913 und 1915 war er stellvertretender Bildungsminister (Assistant superintendent of public instructions) des Staates Washington. Im Jahr 1915 wurde er Herausgeber einer Wochenzeitung in Ritzville.
Im Jahr 1925 erwarb er einen Anteil an der „Corvallis Gazette Times“ in Oregon. Bis zum Jahr 1937 arbeitete er als Manager an dieser Zeitung mit. Bereits 1929 erwarb er die Mehrheit an der in Salem erscheinenden einflussreichen Zeitung „Oregon Statesman“. Dort wurde er im Verlauf der Zeit Alleinbesitzer und Herausgeber dieses Blatts. Für den Rest seines Lebens sollte Sprague dem Journalismus verbunden bleiben. Politisch war er Mitglied der Republikanischen Partei. Da er durch seine Zeitung staatsweit bekannt geworden war, wurde er von seiner Partei für die Gouverneurswahlen des Jahres 1938 nominiert und anschließend auch in dieses Amt gewählt. Begünstigt wurde sein Wahlsieg allerdings auch durch eine Spaltung innerhalb der Demokratischen Partei.

## Gouverneur von Oregon
Charles Sprague trat sein neues Amt am 9. Januar 1939 an. Als Gouverneur konnte er das Haushaltsdefizit weiter abbauen, die Leistungen des öffentlichen Dienstes ausbauen und den sozialen Frieden zwischen Arbeitgebern und Arbeitnehmern im Land sichern. Er setzte sich auch für den Schutz der Wälder ein. Auf der anderen Seite enttäuschte er seine Parteifreunde, indem er viele ihrer Gesetzesvorlagen, die nur individuelle Interessen unterstützten, mit seinem Veto ablehnte. Das führte sogar zu einem erfolglosen Versuch, den Gouverneur seines Amtes zu entheben. Allerdings hatte er in seiner Partei seinen Rückhalt verloren.
In Spragues Amtszeit fällt der Eintritt der Vereinigten Staaten in den Zweiten Weltkrieg. Wie überall in den USA musste auch in Oregon die Produktion auf den Rüstungsbedarf umgestellt werden. Sicherheitsvorkehrungen wurden getroffen. An der Westküste ging nach dem Angriff auf Pearl Harbor am 7. Dezember 1941 die Furcht vor einer japanischen Invasion um. Junge Männer wurden für die Streitkräfte gemustert und eingezogen. Aufgrund seiner Differenzen mit seiner Partei unterlag Sprague schon in den internen Vorwahlen zur Gouverneurswahl des Jahres 1942. Damit musste er am 11. Januar 1943 sein Amt aufgeben.

## Weiterer Lebenslauf
Nach seiner Amtszeit blieb Sprague an den Vorgängen seiner Zeit interessiert. Er widmete sich wieder seinen Zeitungen und sammelte Spenden für den Kriegseinsatz. Im Jahr 1944 kandidierte er erfolglos für einen Sitz im US-Senat. In seinen vielen kritischen Zeitungsartikeln war er für alle politischen Seiten offen. Er unterstützte Präsident Harry S. Truman, als dieser General Douglas MacArthur entließ. Er kritisierte die Internierung japanischstämmiger Amerikaner sowie Joseph McCarthy und das mit ihm verbundene Komitee für unamerikanische Umtriebe. 1952 wurde Sprague einer der amerikanischen Delegierten bei der UNO-Vollversammlung. 1954 war er im nationalen Eisenbahnausschuss, 1955 war er Mitglied eines Ausschusses zur Beobachtung der Arbeitsverhältnisse in Atomkraftwerken.
Für den Rest seines Lebens blieb er aktiver Journalist. Er war ein Gegner von Alkoholmissbrauch und weigerte sich, in seinen Zeitungen Werbung für hochprozentige Alkoholprodukte zu machen. Charles Sprague starb im Jahr 1969. Er war mit Blanche Chamberlain verheiratet, mit der er zwei Kinder hatte.